# 2019-es úszó-világbajnokság
A 2019-es úszó-világbajnokságot (úszó-, műugró-, szinkronúszó-, nyílt vízi úszó és vízilabda-világbajnokság) a Nemzetközi Úszószövetség (FINA) szervezésében a dél-koreai Kvangdzsu (Gwangju) rendezte. A város 2015-ben nyári Universiadét rendezett.
Nyílt vízi úszásban az 5 kilométeres távon Rasovszky Kristóf a magyar úszósport első felnőtt világbajnoki címét szerezte a szakágban. A női vízilabdatornán a magyar válogatott 64–0-ra verte Dél-Koreát, ami a sportág történetének legnagyobb arányú győzelme. A férfi vízilabdatornán a magyar válogatott 24–4-re győzte le Új-Zélandot, története legnagyobb különbségű világbajnoki győzelmét aratva.

## A helyszín kiválasztása

### Pályázók
| Pályázó országok        | Rendező város       | Eredmény                           |
| ----------------------- | ------------------- | ---------------------------------- |
| Magyarország            | Budapest            | a 2021-es világbajnokság rendezője |
| Dél-Korea               | Kvangdzsu (Gwangju) | a győztes pályázó                  |
| Azerbajdzsán            | Baku                | visszalépett                       |
| Egyesült Arab Emírségek | Abu-Dzabi           | visszalépett                       |

A Nemzetközi Úszószövetség 2013. július 19-én választotta ki Barcelonában a 2019-es és a 2021-es világbajnokságok helyszínét. Dél-Korea mellett még Magyarország, Azerbajdzsán és az Egyesült Arab Emírségek pályázott. A 2021-es világbajnokság helyszínéül Magyarországot, a 2019-es világbajnokság helyszínéül pedig Dél-Koreát jelölték ki. Végül Magyarország a 2017-es úszó-világbajnokságot rendezte, mivel Guadalajara 2015-ben visszalépett a rendezéstől.

## Helyszínek
A versenyek nagy részét a 2015-ös nyári Universiade-ra épített Aquatics Centerben rendezik meg. A nyílt vízi úszást a Joszu (Yeosu) Expo Ocean Parkban tartják. Ideiglenes helyszíneken fogják rendezni a vízilabdát és a szinkronúszást.

## Menetrend
A világbajnokság menetrendje az alábbi táblázatban követhető:
| ● | Nyitóünnepség | ● | Versenyszámok | ● | Döntők | ● | Záróünnepség | F | Férfi mérkőzések | N | Női mérkőzések |

| Július            | 12. | 13. | 14. | 15. | 16. | 17. | 18. | 19. | 20. | 21. | 22. | 23. | 24. | 25. | 26. | 27. | 28. | Összesen |
| ----------------- | --- | --- | --- | --- | --- | --- | --- | --- | --- | --- | --- | --- | --- | --- | --- | --- | --- | -------- |
| Ünnepségek        | ●   |     |     |     |     |     |     |     |     |     |     |     |     |     |     |     | ●   | 76       |
| Úszás             |     |     |     |     |     |     |     |     |     | 4   | 4   | 5   | 5   | 5   | 5   | 6   | 8   | 42       |
| Nyílt vízi úszás  |     | 1   | 1   |     | 1   | 1   | 1   | 2   |     |     |     |     |     |     |     |     |     | 7        |
| Szinkronúszás     | ●   | 1   | 1   | 2   | 1   | 1   | 1   | 1   | 2   |     |     |     |     |     |     |     |     | 10       |
| Műugrás           | ●   | 3   | 2   | 2   | 1   | 1   | 1   | 1   | 2   |     |     |     |     |     |     |     |     | 13       |
| Szupertoronyugrás |     |     |     |     |     |     |     |     |     |     | ●   | 1   | 1   |     |     |     |     | 2        |
| Vízilabda         |     |     | N   | F   | N   | F   | N   | F   | N   | F   | N   | F   | N   | F   | N   | F   |     | 2        |

## Magyar szereplés
A magyar küldöttség 67 sportolóval képviseltette magát, öt aranyérmet szerezve az éremtáblázat ötödik helyén végzett. A medencés úszószámokat figyelembe véve ez a harmadik helyet jelentette négy aranyéremmel.
| Érem      | Versenyző         | Versenyszám                     | Dátum      |
| --------- | ----------------- | ------------------------------- | ---------- |
| Aranyérem | Rasovszky Kristóf | Férfi 5 km nyílt vízi úszás     | július 13. |
| Aranyérem | Hosszú Katinka    | Női 200 méteres vegyesúszás     | július 22. |
| Aranyérem | Milák Kristóf     | Férfi 200 méteres pillangóúszás | július 24. |
| Aranyérem | Kapás Boglárka    | Női 200 méteres pillangóúszás   | július 25. |
| Aranyérem | Hosszú Katinka    | Női 400 méteres vegyesúszás     | július 28. |

## Éremtáblázat
Jelmagyarázat:
| Dél-Korea (rendező ország) | Magyarország |

| Helyezés | Ország                  | Arany | Ezüst | Bronz | Összesen |
| 1.       | Kína                    | 16    | 11    | 3     | 30       |
| 2.       | Egyesült Államok        | 15    | 11    | 10    | 36       |
| 3.       | Oroszország             | 12    | 11    | 7     | 30       |
| 4.       | Ausztrália              | 7     | 9     | 7     | 23       |
| 5.       | Magyarország            | 5     | 0     | 0     | 5        |
| 6.       | Olaszország             | 4     | 6     | 5     | 15       |
| 7.       | Nagy-Britannia          | 4     | 2     | 6     | 12       |
| 8.       | Németország             | 3     | 2     | 3     | 8        |
| 9.       | Brazília                | 2     | 3     | 2     | 7        |
| 10.      | Kanada                  | 2     | 2     | 7     | 11       |
| 11.      | Japán                   | 2     | 2     | 6     | 10       |
| 12.      | Franciaország           | 1     | 3     | 3     | 7        |
| 13.      | Svédország              | 1     | 2     | 2     | 5        |
| 14.      | Ukrajna                 | 1     | 1     | 5     | 7        |
| 15.      | Dél-afrikai Köztársaság | 1     | 1     | 2     | 4        |
| 16.      | Spanyolország           | 0     | 4     | 1     | 5        |
| 17.      | Mexikó                  | 0     | 2     | 4     | 6        |
| 18.      | Görögország             | 0     | 1     | 0     | 1        |
| 18.      | Hollandia               | 0     | 1     | 0     | 1        |
| 18.      | Malajzia                | 0     | 1     | 0     | 1        |
| 18.      | Norvégia                | 0     | 1     | 0     | 1        |
| 18.      | Svájc                   | 0     | 1     | 0     | 1        |
| 23.      | Dél-Korea               | 0     | 0     | 1     | 1        |
| 23.      | Egyiptom                | 0     | 0     | 1     | 1        |
| 23.      | Horvátország            | 0     | 0     | 1     | 1        |
| 23.      | Új-Zéland               | 0     | 0     | 1     | 1        |
| Összesen | Összesen                | 76    | 77    | 77    | 230      |

## Eredmények

### Úszás
- WR – világrekord
- CR – világbajnoki rekord
- WJ – ifjúsági világrekord
- AF – Afrika-rekord
- AM – Amerika-rekord
- AS – Ázsia-rekord
- ER – Európa-rekord
- OC – Óceánia-rekord
- NR – országos rekord

A csillaggal jelölt úszók az előfutamban vettek részt, de érmet kaptak.

#### Férfiak
| Versenyszám            | Arany | Arany        | Ezüst | Ezüst      | Bronz | Bronz            |
| ---------------------- | --- | ------------ | --- | ---------- | --- | ---------------- |
| 50 m gyorsúszás        | Caeleb Dressel · Egyesült Államok | 21,04 CR, NR | Bruno Fratus · Brazília Kristian Golomeev · Görögország | 21,45      | nem osztották ki | nem osztották ki |
| 100 m gyorsúszás       | Caeleb Dressel · Egyesült Államok | 46,96 NR     | Kyle Chalmers · Ausztrália | 47,08      | Vlagyiszlav Grinyov · Oroszország | 47,82            |
| 200 m gyorsúszás       | Szun Jang (Sun Yang) · Kína | 1:44,93      | Macumoto Kacuhiro · Japán | 1:45,22    | Martyin Maljutyin · OroszországDuncan Scott · Nagy-Britannia | 1:45,63          |
| 400 m gyorsúszás       | Szun Jang (Sun Yang) · Kína | 3:42,44      | Mack Horton · Ausztrália | 3:43,17    | Gabriele Detti · Olaszország | 3:43,23 NR       |
| 800 m gyorsúszás       | Gregorio Paltrinieri · Olaszország | 7:39,27 ER   | Henrik Christiansen · Norvégia | 7:41,28 NR | David Aubry · Franciaország | 7:42,08 NR       |
| 1500 m gyorsúszás      | Florian Wellbrock · Németország | 14:36,54     | Mihajlo Romancsuk · Ukrajna | 14:37,63   | Gregorio Paltrinieri · Olaszország | 14:38,75         |
| 50 m hátúszás          | Zane Waddell · Dél-afrikai Köztársaság | 24,43        | Jevgenyij Rilov · Oroszország | 24,49      | Kliment Kolesznyikov · Oroszország | 24,51            |
| 100 m hátúszás         | Hszü Csia-jü (Xu Jiayu) · Kína | 52,43        | Jevgenyij Rilov · Oroszország | 52,67      | Mitch Larkin · Ausztrália | 52,77            |
| 200 m hátúszás         | Jevgenyij Rilov · Oroszország | 1:53,40      | Ryan Murphy · Egyesült Államok | 1:54,12    | Luke Greenbank · Nagy-Britannia | 1:55,85          |
| 50 m mellúszás         | Adam Peaty · Nagy-Britannia | 26,06        | Felipe Lima · Brazília | 26,66      | João Gomes Júnior · Brazília | 26,69            |
| 100 m mellúszás        | Adam Peaty · Nagy-Britannia | 57,14        | James Wilby · Nagy-Britannia | 58,46      | Jen Ce-pej (Yan Zibei) · Kína | 58,63 AS         |
| 200 m mellúszás        | Anton Csupkov · Oroszország | 2:06,12 WR   | Matthew Wilson · Ausztrália | 2:06,68    | Vatanabe Ippei · Japán | 2:06,73          |
| 50 m pillangóúszás     | Caeleb Dressel · Egyesült Államok | 22,35 CR, AM | Oleg Kosztyin · Oroszország | 22,70 NR   | Nicholas Santos · Brazília | 22,79            |
| 100 m pillangóúszás    | Caeleb Dressel · Egyesült Államok | 49,66        | Andrej Minakov · Oroszország | 50,83      | Chad le Clos · Dél-afrikai Köztársaság | 51,16            |
| 200 m pillangóúszás    | Milák Kristóf · Magyarország | 1:50,73 WR   | Szeto Daija · Japán | 1:53,86    | Chad le Clos · Dél-afrikai Köztársaság | 1:54,15          |
| 200 m vegyesúszás      | Szeto Daija · Japán | 1:56,14      | Jérémy Desplanches · Svájc | 1:56,56    | Chase Kalisz · Egyesült Államok | 1:56,78          |
| 400 m vegyesúszás      | Szeto Daija · Japán | 4:08,95      | Jay Litherland · Egyesült Államok | 4:09,22    | Lewis Clareburt · Új-Zéland | 4:12,07          |
| 4 × 100 m gyorsváltó   | Egyesült Államok · Caeleb Dressel (47,63) · Blake Pieroni (47,49) · Zach Apple (46,86) · Nathan Adrian (47,08) · Townley Haas* · Michael Chadwick*           | 3:09,06 CR   | Oroszország · Vlagyiszlav Grinyov (47,83) · Vlagyimir Morozov (47,62) · Kliment Kolesznyikov (47,50) · Jevgenyij Rilov (47,02) · Andrej Minakov*                               | 3:09,97    | Ausztrália · Cameron McEvoy (48,44) · Clyde Lewis (47,61) · Alexander Graham (48,11) · Kyle Chalmers (47,06)                                                                                              | 3:11,22          |
| 4 × 200 m gyorsváltó   | Ausztrália · Clyde Lewis (1:45,58) · Kyle Chalmers (1:45,37) · Alexander Graham (1:45,05) · Mack Horton (1:44,85) · Jack McLoughlin* · Thomas Fraser-Holmes* | 7:00,85 OC   | Oroszország · Mihail Dovgaljuk (1:45,56) · Mihail Vekoviscsev (1:45,45) · Alekszandr Krasznih (1:45,38) · Martyin Maljutyin (1:45,42) · Ivan Girjov*                           | 7:01,81    | Egyesült Államok · Andrew Seliskar (1:45,81) · Blake Pieroni (1:44,98) · Zach Apple (1:46,03) · Townley Haas (1:45,16) · Jack Conger* · Jack LeVant*                                                      | 7:01,98          |
| 4 × 100 m vegyes váltó | Nagy-Britannia · Luke Greenbank (53,95) · Adam Peaty (57,20) · James Guy (50,81) · Duncan Scott (46,14) · James Wilby*                                       | 3:28,10 ER   | Egyesült Államok · Ryan Murphy (52,92) · Andrew Wilson (58,65) · Caeleb Dressel (49,28) · Nathan Adrian (47,60) · Matt Grevers* · Michael Andrew* · Jack Conger* · Zach Apple* | 3:28,45    | Oroszország · Jevgenyij Rilov (52,57) · Kirill Prigoda (58,68) · Andrej Minakov (50,54) · Vlagyimir Morozov (47,02) · Kliment Kolesznyikov* · Anton Csupkov* · Mihail Vekoviscsev* · Vlagyiszlav Grinyov* | 3:28,81 NR       |

#### Nők
| Versenyszám            | Arany | Arany      | Ezüst | Ezüst      | Bronz | Bronz      |
| ---------------------- | --- | ---------- | --- | ---------- | --- | ---------- |
| 50 m gyorsúszás        | Simone Manuel · Egyesült Államok | 24,05      | Sarah Sjöström · Svédország | 24,07      | Cate Campbell · Ausztrália | 24,11      |
| 100 m gyorsúszás       | Simone Manuel · Egyesült Államok | 52,04 AM   | Cate Campbell · Ausztrália | 52,43      | Sarah Sjöström · Svédország | 52,46      |
| 200 m gyorsúszás       | Federica Pellegrini · Olaszország | 1:54,22    | Ariarne Titmus · Ausztrália | 1:54,66    | Sarah Sjöström · Svédország | 1:54,78    |
| 400 m gyorsúszás       | Ariarne Titmus · Ausztrália | 3:58,76 OC | Katie Ledecky · Egyesült Államok | 3:59,97    | Leah Smith · Egyesült Államok | 4:01,29    |
| 800 m gyorsúszás       | Katie Ledecky · Egyesült Államok | 8:13,58    | Simona Quadarella · Olaszország | 8:14,99    | Ariarne Titmus · Ausztrália | 8:15,70 OC |
| 1500 m gyorsúszás      | Simona Quadarella · Olaszország | 15:40,89   | Sarah Köhler · Németország | 15:48,83   | Vang-Csien Csia-ho (Wang Jianjiahe) · Kína | 15:51,00   |
| 50 m hátúszás          | Olivia Smoliga · Egyesült Államok | 27,33      | Etiene Medeiros · Brazília | 27,44      | Darja Vaszkina · Oroszország | 27,51      |
| 100 m hátúszás         | Kylie Masse · Kanada | 58,60      | Minna Atherton · Ausztrália | 58,85      | Olivia Smoliga · Egyesült Államok | 58,91      |
| 200 m hátúszás         | Regan Smith · Egyesült Államok | 2:03,69    | Kaylee McKeown · Ausztrália | 2:06,26    | Kylie Masse · Kanada | 2:06,62    |
| 50 m mellúszás         | Lilly King · Egyesült Államok | 29,84      | Benedetta Pilato · Olaszország | 30,00      | Julija Jefimova · Oroszország | 30,15      |
| 100 m mellúszás        | Lilly King · Egyesült Államok | 1:04,93    | Julija Jefimova · Oroszország | 1:05,49    | Martina Carraro · Olaszország | 1:06,36    |
| 200 m mellúszás        | Julija Jefimova · Oroszország | 2:20,17    | Tatjana Schoenmaker · Dél-afrikai Köztársaság | 2:22,52    | Sydney Pickrem · Kanada | 2:22,90    |
| 50 m pillangóúszás     | Sarah Sjöström · Svédország | 25,02      | Ranomi Kromowidjojo · Hollandia | 25,35      | Farida Osman · Egyiptom | 25,47      |
| 100 m pillangóúszás    | Margaret MacNeil · Kanada | 55,83 AM   | Sarah Sjöström · Svédország | 56,22      | Emma McKeon · Ausztrália | 56,61      |
| 200 m pillangóúszás    | Kapás Boglárka · Magyarország | 2:06,78    | Hali Flickinger · Egyesült Államok | 2:06,95    | Katie Drabot · Egyesült Államok | 2:07,04    |
| 200 m vegyesúszás      | Hosszú Katinka · Magyarország | 2:07,53    | Je Si-ven (Ye Shiwen) · Kína | 2:08,60    | Sydney Pickrem · Kanada | 2:08,70    |
| 400 m vegyesúszás      | Hosszú Katinka · Magyarország | 4:30,39    | Je Si-ven (Ye Shiwen) · Kína | 4:32,07    | Óhasi Jui · Japán | 4:32,33    |
| 4 × 100 m gyorsváltó   | Ausztrália · Bronte Campbell (52,85) · Brianna Throssell (53,34) · Emma McKeon (52,57) · Cate Campbell (51,45) · Madison Wilson*                                                               | 3:30,21 CR | Egyesült Államok · Mallory Comerford (52,98) · Abbey Weitzeil (52,66) · Kelsi Dahlia (53,46) · Simone Manuel (51,92) · Allison Schmitt* · Margo Geer* · Lia Neal*               | 3:31,02 AM | Kanada · Kayla Sanchez (53,72) · Taylor Ruck (52,19) · Penny Oleksiak (52,69) · Margaret MacNeil (53,18) · Rebecca Smith*                                 | 3:31,78 NR |
| 4 × 200 m gyorsváltó   | Ausztrália · Ariarne Titmus (1:54,27) OC · Madison Wilson (1:56,73) · Brianna Throssell (1:55,60) · Emma McKeon (1:54,90) · Leah Neale* · Kiah Melverton*                                      | 7:41,50 WR | Egyesült Államok · Simone Manuel (1:56,09) · Katie Ledecky (1:54,61) · Melanie Margalis (1:55,81) · Katie McLaughlin (1:55,36) · Allison Schmitt* · Gabby DeLoof* · Leah Smith* | 7:41,87 AM | Kanada · Kayla Sanchez (1:57,32) · Taylor Ruck (1:56,41) · Emily Overholt (1:56,26) · Penny Oleksiak (1:54,36) · Rebecca Smith* · Emma O'Croinin*         | 7:44,35 NR |
| 4 × 100 m vegyes váltó | Egyesült Államok · Regan Smith (57,57) WR · Lilly King (1:04,81) · Kelsi Dahlia (56,16) · Simone Manuel (51,86) · Olivia Smoliga* · Melanie Margalis* · Katie McLaughlin* · Mallory Comerford* | 3:50,40 WR | Ausztrália · Minna Atherton (59,06) · Jessica Hansen (1:06,08) · Emma McKeon (56,32) · Cate Campbell (51,96) · Kaylee McKeown* · Brianna Throssell* · Madison Wilson*           | 3:53,42    | Kanada · Kylie Masse (59,12) · Sydney Pickrem (1:06,42) · Maggie MacNeil (55,56) · Penny Oleksiak (52,48) · Kierra Smith* · Rebecca Smith* · Taylor Ruck* | 3:53,58    |

#### Vegyes
| Versenyszám            | Arany | Arany      | Ezüst | Ezüst      | Bronz | Bronz   |
| ---------------------- | --- | ---------- | --- | ---------- | --- | ------- |
| 4 × 100 m gyorsváltó   | Egyesült Államok · Caeleb Dressel (47,34) · Zach Apple (47,34) · Mallory Comerford (52,72) · Simone Manuel (52,00) · Blake Pieroni* · Nathan Adrian* · Katie McLaughlin* · Abbey Weitzeil* | 3:19,40 WR | Ausztrália · Kyle Chalmers (47,37) · Clyde Lewis (48,18) · Emma McKeon (52,06) · Bronte Campbell (52,36) · Cameron McEvoy* · Alexander Graham* · Brianna Throssell* · Madison Wilson* | 3:19,97 OC | Franciaország · Clément Mignon (48,44) · Mehdy Metella (47,78) · Charlotte Bonnet (52,87) · Marie Wattel (53,02) · Maxime Grousset* · Béryl Gastaldello* | 3:22,11 |
| 4 × 100 m vegyes váltó | Ausztrália · Mitch Larkin (53,47) · Matthew Wilson (58,37) · Emma McKeon (56,14) · Cate Campbell (51,10) · Minna Atherton* · Matthew Temple* · Bronte Campbell*                            | 3:39,08    | Egyesült Államok · Ryan Murphy (52,46) · Lilly King (1:04,94) · Caeleb Dressel (49,33) · Simone Manuel (52,37) · Matt Grevers* · Andrew Wilson* · Kelsi Dahlia* · Mallory Comerford*  | 3:39,10    | Nagy-Britannia · Georgia Davies (59,25) · Adam Peaty (57,73) · James Guy (50,72) · Freya Anderson (52,98) · James Wilby*                                 | 3:40,68 |

### Műugrás

#### Férfiak
| Versenyszám        | Arany                                                  | Arany  | Ezüst                                               | Ezüst  | Bronz                                    | Bronz  |
| ------------------ | ------------------------------------------------------ | ------ | --------------------------------------------------- | ------ | ---------------------------------------- | ------ |
| 1 m műugrás        | Vang Cung-jüan (Wang Zongyuan) · Kína                  | 440,25 | Rommel Pacheco · Mexikó                             | 420,15 | Peng Csien-feng (Peng Jianfeng) · Kína   | 415,00 |
| 3 m műugrás        | Hszie Sze-ji (Xie Siyi) · Kína                         | 545,45 | Cao Jüan (Cao Yuan) · Kína                          | 517,85 | Jack Laugher · Nagy-Britannia            | 504,55 |
| 10 m toronyugrás   | Jang Csien (Yang Jian) · Kína                          | 598,65 | Jang Hao (Yang Hao) · Kína                          | 585,75 | Alekszandr Bondar · Oroszország          | 541,05 |
| 3 m szinkronugrás  | Kína · Cao Jüan (Cao Yuan) · Hszie Sze-ji (Xie Siyi)   | 439,74 | Nagy-Britannia · Daniel Goodfellow · Jack Laugher   | 415,02 | Mexikó · Yahel Castillo · Juan Celaya    | 413,94 |
| 10 m szinkronugrás | Kína · Cao Jüan (Cao Yuan) · Csen Aj-szen (Chen Aisen) | 486,93 | Oroszország · Alekszandr Bondar · Viktor Minyibajev | 444,60 | Nagy-Britannia · Tom Daley · Matthew Lee | 425,91 |

#### Nők
| Versenyszám        | Arany                                                  | Arany  | Ezüst                                             | Ezüst  | Bronz                                                | Bronz  |
| ------------------ | ------------------------------------------------------ | ------ | ------------------------------------------------- | ------ | ---------------------------------------------------- | ------ |
| 1 m műugrás        | Csen Ji-ven (Chen Yiwen) · Kína                        | 285,45 | Sarah Bacon · Egyesült Államok                    | 262,00 | Kim Szudzsi (Kim Su-ji) · Dél-Korea                  | 257,20 |
| 3 m műugrás        | Si Ting-mao (Shi Tingmao) · Kína                       | 391,00 | Vang Han (Wang Han) · Kína                        | 372,85 | Maddison Keeney · Ausztrália                         | 367,05 |
| 10 m toronyugrás   | Csen Jü-hszi (Chen Yuxi) · Kína                        | 439,00 | Lu Vej (Lu Wei) · Kína                            | 377,80 | Delaney Schnell · Egyesült Államok                   | 364,20 |
| 3 m szinkronugrás  | Kína · Si Ting-mao (Shi Tingmao) · Vang Han (Wang Han) | 342,00 | Kanada · Jennifer Abel · Mélissa Citrini-Beaulieu | 311,10 | Mexikó · Paola Espinosa · Melany Hernández           | 294,90 |
| 10 m szinkronugrás | Kína · Lu Vej (Lu Wei) · Csang Csia-csi (Zhang Jiaqi)  | 345,24 | Malajzia · Leong Mun Yee · Pandelela Rinong       | 312,72 | Egyesült Államok · Samantha Bromberg · Katrina Young | 304,86 |

#### Vegyes
| Versenyszám        | Arany                                                        | Arany  | Ezüst                                                   | Ezüst  | Bronz                                                | Bronz  |
| ------------------ | ------------------------------------------------------------ | ------ | ------------------------------------------------------- | ------ | ---------------------------------------------------- | ------ |
| 3 m szinkronugrás  | Ausztrália · Maddison Keeney · Matthew Carter                | 304,86 | Kanada · Jennifer Abel · François Imbeau-Dulac          | 304,08 | Németország · Tina Punzel · Lou Massenberg           | 301,62 |
| 10 m szinkronugrás | Kína · Lien Csün-csie (Lian Junjie) · Sze Ja-csie (Si Yajie) | 346,14 | Oroszország · Jekatyerina Beljajeva · Viktor Minyibajev | 311,28 | Mexikó · José María Sanchez Moreno · Diego Balleza   | 287,64 |
| Csapatverseny      | Kína · Lin San (Lin Shan) · Jang Csien (Yang Jian)           | 416,65 | Oroszország · Julija Tyimosinyina · Szergej Nazin       | 390,05 | Egyesült Államok · Katrina Young · Andrew Capobianco | 357,60 |

### Szupertoronyugrás
| Versenyszám | Arany                         | Arany  | Ezüst                          | Ezüst  | Bronz                             | Bronz  |
| ----------- | ----------------------------- | ------ | ------------------------------ | ------ | --------------------------------- | ------ |
| Férfi       | Gary Hunt · Nagy-Britannia    | 442,20 | Steve LoBue · Egyesült Államok | 433,65 | Jonathan Paredes · Mexikó         | 430,15 |
| Női         | Rhiannan Iffland · Ausztrália | 298,05 | Adriana Jiménez · Mexikó       | 297,90 | Jessica Macaulay · Nagy-Britannia | 295,40 |

### Szinkronúszás
| Versenyszám           | Arany | Arany   | Ezüst | Ezüst   | Bronz | Bronz   |
| --------------------- | --- | ------- | --- | ------- | --- | ------- |
| Egyéni rövid program  | Szvetlana Kolesznyicsenko · Oroszország | 95,0023 | Ona Carbonell · Spanyolország | 92,5002 | Inui Jukiko · Japán | 92,3084 |
| Egyéni szabad program | Szvetlana Romasina · Oroszország | 97,1333 | Ona Carbonell · Spanyolország | 94,5667 | Inui Jukiko · Japán | 93,2000 |
| Páros rövid program   | Oroszország · Szvetlana Kolesznyicsenko · Szvetlana Romasina | 95,9010 | Kína · Huang Hszüe-csen (Huang Xuechen) · Szun Ven-jen (Sun Wenyan) | 94,0072 | Ukrajna · Marta Fjegyina · Anasztaszija Szavcsuk | 92,5847 |
| Páros szabad program  | Oroszország · Szvetlana Kolesznyicsenko · Szvetlana Romasina | 97,5000 | Kína · Huang Hszüe-csen (Huang Xuechen) · Szun Ven-jen (Sun Wenyan) | 95,7667 | Ukrajna · Marta Fjegyina · Anasztaszija Szavcsuk | 94,1000 |
| Csapat rövid program  | Oroszország · Anasztaszija Arhipovszkaja · Vlada Csigirjova · Majja Dorosko · Marina Goljadkina · Veronyika Kalinyina · Polina Komar · Alla Siskina · Marija Surocskina                                                 | 96,9426 | Kína · Feng Jü (Feng Yu) · Kuo Li (Guo Li) · Huang Hszüe-csen (Huang Xuechen) · Liang Hszin-ping (Liang Xinping) · Szun Ven-jen (Sun Wenyan) · Vang Csien-ji (Wang Qianyi) · Hsziao Jen-ning (Xiao Yanning) · Jin Cseng-hszin (Yin Chengxin)                                                  | 95,1543 | Ukrajna · Marina Alekszijiva · Vladiszlava Alekszijiva · Marta Fjegyina · Jana Narizsna · Ekaterina Reznik · Anasztaszija Szavcsuk · Alina Sinkarenko · Jelizaveta Jahno                                                | 93,4514 |
| Csapat szabad program | Oroszország · Anasztaszija Arhipovszkaja · Vlada Csigirjova · Marina Goljadkina · Veronyika Kalinyina · Polina Komar · Alla Siskina · Marija Surocskina · Varvara Szubbotyina                                           | 98,0000 | Kína · Csang Hao (Chang Hao) · Feng Jü (Feng Yu) · Kuo Li (Guo Li) · Huang Hszüe-csen (Huang Xuechen) · Liang Hszin-ping (Liang Xinping) · Szun Ven-jen (Sun Wenyan) · Hsziao Jen-ning (Xiao Yanning) · Jin Cseng-hszin (Yin Chengxin)                                                        | 96,0333 | Ukrajna · Marina Alekszijiva · Vladiszlava Alekszijiva · Marta Fjegyina · Jana Narizsna · Ekaterina Reznik · Anasztaszija Szavcsuk · Alina Sinkarenko · Jelizaveta Jahno                                                | 94,3667 |
| Highlight kűr         | Ukrajna · Marina Alekszijiva · Vladiszlava Alekszijiva · Valerija Apreljeva · Veronyika Hrisko · Olekszandra Kovalenko · Jana Narizsna · Ekaterina Reznik · Anasztaszija Szavcsuk · Alina Sinkarenko · Jelizaveta Jahno | 94,5000 | Olaszország · Beatrice Callegari · Domiziana Cavanna · Linda Cerruti · Francesca Deidda · Costanza Di Camillo · Costanza Ferro · Gemma Galli · Alessia Pezone · Enrica Piccoli · Federica Sala                                                                                                | 91,7333 | Spanyolország · Leyre Abadía · Ona Carbonell · Abril Conesa · Berta Ferreras · Cecilia Jiménez · María Juárez · Meritxell Mas · Elena Melián · Paula Ramírez · Blanca Toledano                                          | 91,1333 |
| Kombinációs kűr       | Oroszország · Anasztaszija Arhipovszkaja · Vlada Csigirjova · Majja Dorosko · Marina Goljadkina · Mihaela Kalancsa · Veronyika Kalinyina · Polina Komar · Alla Siskina · Marija Surocskina · Varvara Szubbotyina        | 98,0000 | Kína · Csang Hao (Chang Hao) · Cseng Ven-tao (Cheng Wentao) · Feng Jü (Feng Yu) · Kuo Li (Guo Li) · Liang Hszin-ping (Liang Xinping) · Szun Ven-jen (Sun Wenyan) · Tang Meng-ni (Tang Mengni) · Vang Csien-ji (Wang Qianyi) · Hsziao Jen-ning (Xiao Yanning) · Jin Cseng-hszin (Yin Chengxin) | 96,5667 | Ukrajna · Marina Alekszijiva · Vladiszlava Alekszijiva · Valerija Apreljeva · Veronyika Hrisko · Olekszandra Kovalenko · Jana Narizsna · Ekaterina Reznik · Anasztaszija Szavcsuk · Alina Sinkarenko · Jelizaveta Jahno | 94,5333 |
| Vegyes rövid program  | Oroszország · Majja Gurbanbergyieva · Alekszandr Malcev | 92,0749 | Olaszország · Manila Flamini · Giorgio Minisini | 90,8511 | Japán · Abe Acusi · Adacsi Jumi | 88,5113 |
| Vegyes szabad program | Oroszország · Majja Gurbanbergyieva · Alekszandr Malcev | 92,9667 | Olaszország · Manila Flamini · Giorgio Minisini | 91,8333 | Japán · Abe Acusi · Adacsi Jumi | 90.4000 |

* - tartalék versenyzők

### Nyílt vízi úszás

#### Férfiak
| Versenyszám | Arany                            | Arany     | Ezüst                                | Ezüst     | Bronz                            | Bronz     |
| ----------- | -------------------------------- | --------- | ------------------------------------ | --------- | -------------------------------- | --------- |
| 5 km        | Rasovszky Kristóf · Magyarország | 53:22,2   | Logan Fontaine · Franciaország       | 53:32,2   | Eric Hedlin · Kanada             | 53:32,4   |
| 10 km       | Florian Wellbrock · Németország  | 1:47:55,9 | Marc-Antoine Olivier · Franciaország | 1:47:56,1 | Rob Muffels · Németország        | 1:47:57,4 |
| 25 km       | Axel Reymond · Franciaország     | 4:51:06,2 | Kirill Beljajev · Oroszország        | 4:51:06,5 | Alessio Occhipinti · Olaszország | 4:51:09,5 |

#### Nők
| Versenyszám | Arany                        | Arany     | Ezüst                             | Ezüst     | Bronz                                                       | Bronz     |
| ----------- | ---------------------------- | --------- | --------------------------------- | --------- | ----------------------------------------------------------- | --------- |
| 5 km        | Ana Marcela Cunha · Brazília | 57:56,0   | Aurélie Muller · Franciaország    | 57:57,0   | Hannah Moore · Egyesült Államok · Leonie Beck · Németország | 57:58,0   |
| 10 km       | Hszin Hszin (Xin Xin) · Kína | 1:54:47,2 | Haley Anderson · Egyesült Államok | 1:54:48,1 | Rachele Bruni · Olaszország                                 | 1:54:49,9 |
| 25 km       | Ana Marcela Cunha · Brazília | 5:08:03,0 | Finnia Wunram · Németország       | 5:08:11,6 | Lara Grangeon · Franciaország                               | 5:08:21,2 |

#### Csapat
| Versenyszám  | Arany                                                              | Arany   | Ezüst                                                                                          | Ezüst   | Bronz                                                                                      | Bronz   |
| ------------ | ------------------------------------------------------------------ | ------- | ---------------------------------------------------------------------------------------------- | ------- | ------------------------------------------------------------------------------------------ | ------- |
| Csapat, 5 km | Németország · Lea Boy · Sarah Köhler · Sören Meißner · Rob Muffels | 53:58,7 | Olaszország · Rachele Bruni · Giulia Gabbrielleschi · Domenico Acerenza · Gregorio Paltrinieri | 53:58,9 | Egyesült Államok · Haley Anderson · Jordan Wilimovsky · Ashley Twichell · Michael Brinegar | 53:59,0 |

### Vízilabda
| Versenyszám | Arany            | Ezüst         | Bronz        |
| ----------- | ---------------- | ------------- | ------------ |
| Férfi       | Olaszország      | Spanyolország | Horvátország |
| Női         | Egyesült Államok | Spanyolország | Ausztrália   |